# 北島 (ニュージーランド)
北島（きたじま、ほくとう、英語:North Island、マオリ語:Ika-a-Māui）は、南島 (South Island) とともにニュージーランドの主要な国土を形成する島の1つである。世界で14番目に大きな島。

## 概要
ニュージーランド最大の都市オークランドや首都ウェリントンなど、主要都市の多くが北島に集中しており、同国の人口のおよそ76%が北島に分布している。
マオリ族の神話によれば、北島と南島ができたのはマウイが半神半人であった頃だと言われている。その話によると、ある日マウイと兄弟がカヌー(南島)から釣りをしていた時、とても大きな魚を捕らえて海から引いた。彼の兄弟達は、彼が見ていなかった間に魚が誰のものなのか争った結果、魚を細かく切った。この魚が北島になったという。その話の通りマオリ族の間でノースアイランドは「Te Ika a Maui」(マウイの魚)と呼ばれている。山と谷はマウイの兄弟が争った結果作られたと言われている。

## 北島の地方行政区分

地方区分（上方の島）

北島には9つの地方区分がある。
| 符号 | 地方区分               | 英綴               | 面積 km2 |
| ---- | ---------------------- | ------------------ | -------- |
| 1    | ノースランド           | Northland          | 13,789   |
| 2    | オークランド           | Auckland           | 4,894    |
| 3    | ワイカト               | Waikato            | 25,000   |
| 4    | ベイ・オブ・プレンティ | Bay of Plenty      | 11,428   |
| 5    | ギズボーン             | Gisborne           | 8,355    |
| 6    | ホークス・ベイ         | Hawke's Bay        | 14,111   |
| 7    | タラナキ               | Taranaki           | 7,257    |
| 8    | マナワツ・ワンガヌイ   | Manawatū-Whanganui | 22,215   |
| 9    | ウェリントン           | Wellington         | 8,140    |

## 北島の主要都市
- ファンガレイ
- オークランド
- ハミルトン
- ロトルア
- タウランガ
- ギズボーン
- ネーピア
- ヘイスティングズ
- ニュープリマス
- ワンガヌイ
- パーマストンノース
- ウェリントン

## 地勢
- ノース岬
- クック海峡
- プレンティ湾
- タウポ火山帯
  - タウポ湖
  - ロトルア湖
- タウマタファカタンギハンガコアウアウオタマテアポカイフェヌアキタナタフ
- ワイカト川
- ワイポウア森林保護区

座標: 南緯38度24分 東経175度43分 / 南緯38.400度 東経175.717度